# Ondansetron
Ondansetronul (denumire comercială Osetron) este un antiemetic de tip antagonist 5-HT3, fiind utilizat în tratamentul grețurilor și vărsăturilor produse de chimioterapie și radioterapie sau a celor postoperatorii. Căile de administrare disponibile sunt intravenoasă și orală.
Molecula a fost patentată în 1984 și a fost aprobată pentru uz medical în anul 1990. Se află pe lista medicamentelor esențiale ale Organizației Mondiale a Sănătății. Este disponibil sub formă de medicament generic.

## Utilizări medicale
Ondansetronul este utilizat în tratamentul grețurilor și vărsăturilor, mai exact cele produse de chimioterapie și radioterapie sau a celor care apar postoperatoriu. Medicamentul este utilizat și off-label în tratamentul greții în sarcină, de obicei dacă alte medicamente nu funcționează. Totuși, se pare că ar exista un risc de apariție a malformațiilor congenitale ale miocardului ca urmare a administrării sale în sarcină.

## Reacții adverse
Principalele reacții adverse asociate tratamentului cu ondansetron sunt: diaree sau constipație, cefalee, somnolență și mâncărimi. Mai rar, poate induce reacții alergice severe.

## Mecanism de acțiune
Ondansetronul este un antagonist al receptorilor serotoninergici de tipul 5-HT3. Deoarece grețurile și vărsăturile produse de chimioterapice, citostatice și radioterapie sunt datorate eliberării de serotonină în peretele intestinal, ceea ce duce la inițierea unui reflex de vomă prin activarea vagală a receptorilor 5-HT3, antagonizarea acestora de către ondansetron duce la scăderea senzației de greață și vomă.